# 雪・月・花
「雪・月・花」（せつ・げつ・か）は、工藤静香の通算31枚目のシングル。1998年2月18日に発売された。発売元はポニーキャニオン。

## 背景
表題曲「雪・月・花」は、フジテレビ系『金曜エンタテイメント』のエンディング・テーマソングとして使用された。ちなみに2時間ドラマ枠のテーマソングに工藤の楽曲が採用されることは初めてである（単発ドラマを除く）。
楽曲提供者の中島みゆきが1998年に行ったコンサートツアー「中島みゆき Concert Tour 1998」では「雪・月・花」のセルフカバーがいち早く披露されたが、その際のアレンジは限りなく工藤バージョンに近いものであった（編曲はどちらも瀬尾一三）。コンサートのMCでは、工藤に手作りのネックレスをもらった話が披露された。その後、2002年10月23日発売『おとぎばなし-Fairy Ring-』で初CD音源化。中島が仮唄を吹き込んだ音源は存在するが、工藤のみが保有していた。（音源はDATに落としマスターは廃棄された。後に音源化されたものとは別物である。）

## 収録曲
1. 雪・月・花（4:48）
作詞・作曲：中島みゆき　編曲: 瀬尾一三
2. Wish（4:29）
作詞：愛絵理　作曲・編曲：澤近泰輔
3. 雪・月・花（less vocal）

## 収録アルバム
雪・月・花
- Best of Ballade カレント
- ミレニアム・ベスト
- Shizuka Kudo 20th Anniversary the Best
- MY PRECIOUS -Shizuka sings songs of Miyuki-

（オリジナルアルバムには未収録）
Wish
- 20th Anniversary B-side collection